# Lonchocarpus eriocarinalis
Lonchocarpus eriocarinalis är en ärtväxtart som beskrevs av Marc Micheli. Lonchocarpus eriocarinalis ingår i släktet Lonchocarpus och familjen ärtväxter. IUCN kategoriserar arten globalt som starkt hotad. Inga underarter finns listade i Catalogue of Life.